# Bataille de Milliken's Bend
Guerre de Sécession
Batailles
Campagne de Vicksburg
- Grand Gulf
- Snyder's Bluff
- Port Gibson
- Raymond
- Jackson
- Champion Hill
- Big Black River Bridge
- Milliken's Bend
- Young's Point
- Lake Providence
- Richmond
- Goodrich's Landing
- Helena
- Vicksburg
- Expédition de Jackson

La bataille de Milliken's Bend s'est déroulée le 7 juin 1863, pendant la campagne de Vicksburg, lors de la guerre de Sécession. Le lieutenant général confédéré John C. Pemberton et son armée sont assiégés dans Vicksburg, Mississippi, par le commandant de l'Union, le major général Ulysses S. Grant et l'armée du Tennessee.
Dans un effort de couper le ravitaillement de Grant et de soulager l'étreinte de la ville, les confédérés attaquent la zone de ravitaillement de l'Union à Milliken's Bend (en) au-dessus du Mississippi. La région de Milliken's Bend, 24 kilomètres au nord-ouest de Vicksburg, a servi de zone de desserte pour la campagne de Vicksburg de Grant. C'est un site de dépôts de ravitaillement et d'hôpitaux, dont beaucoup sont armés et gardés par des soldats noirs ; certains de ceux qui ont été recrutés récemment sont des esclaves affranchis.
Bien qu'il s'agisse d'une petite bataille, elle se distingue par le rôle important joué par les soldats noirs de l'Union qui, malgré le manque d'entraînement militaire, ont combattu avec bravoure, avec un armement inférieur et ont repoussé finalement les confédérés avec l'aide des canonnières.

## Contexte
Le président confédéré Jefferson Davis est sous une pression politique importante pour fournir de l'aide à Pemberton qui est assiégé et ses 40 000 hommes, confinés dans Vicksburg par les 60 000 hommes de Grant. Persuadé que les lignes de ravitaillement de Grant sur la rive ouest du Mississippi, du côté de la Louisiane derrière Vicksburg, sont vulnérables, Davis donne l'ordre au commandant du département du Trans-Mississippi, le lieutenant général Edmund Kirby Smith, d'envoyer des troupes pour briser cette ligne de ravitaillement. Sans que Smith ou Davis ne le sachent, Grant a récemment décalé ses lignes de ravitaillement sur la rive est du Mississippi au-dessus de Vicksburg.
Smith ordonne au major général Richard Taylor de monter cette attaque. Il affecte la division de texans du major général John George Walker, connue sous le nom des Walker's Greyhounds, sous le commandement de Taylor pour cette opération. Taylor exprime des objections, citant la nature marécageuse du terrain et l'incertitude sur l'existence de la ligne de ravitaillement. Il préfère plutôt prendre les troupes de Walker pour attaquer la Nouvelle-Orléans vulnérable, mal défendue avec le déplacement de la plupart de l'armée du Golfe de Nathaniel P. Banks vers Port Hudson. Smith rejette le plan de Taylor, et Taylor part à contrecœur avec Walker et ses hommes, descendant la Red River à partir d'Alexandria vers la Ouachita River, et de là vers le nord en direction de Richmond, Louisiane.

## Bataille

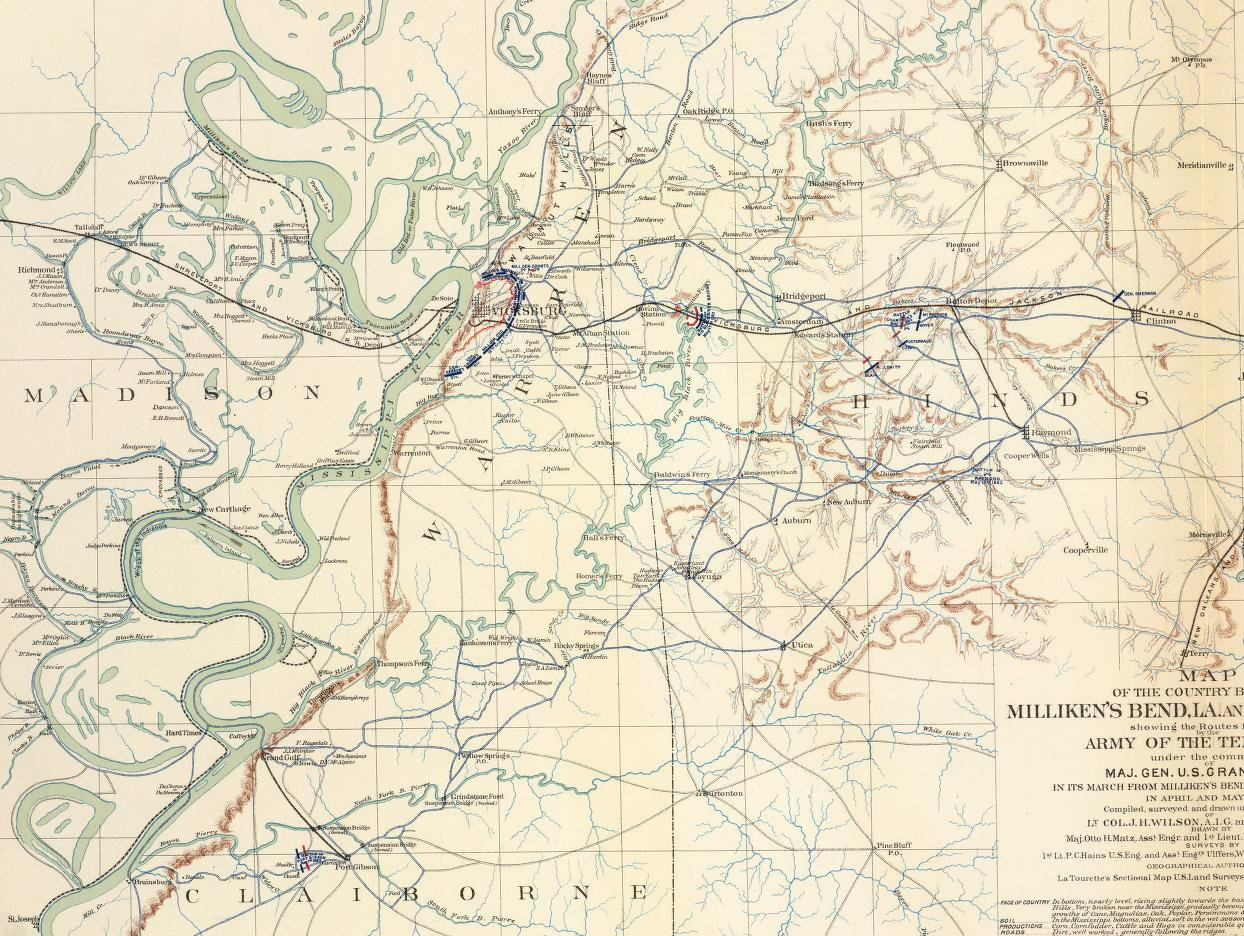
Carte de la région de Vicksburg de Milliken's Bend jusqu'à Jackson, Mississippi

Le matin du 6 juin 1863, le colonel de l'Union Hermann Lieb (en) avec l'African Brigade et deux compagnies du 10th Illinois Cavalry font une reconnaissance vers Richmond. À environ 4,8 kilomètres (3 miles) de Richmond, Lieb rencontre les troupes ennemies au dépôt de la voie de chemin de fer de Tallulah et les repousse mais se retire craignant qu'il y ait beaucoup plus de rebelles à proximité. Pendant qu'il se retire un escadron de cavalerie de l'Union apparaît, fuyant devant une force de rebelles. Lieb met ses hommes en ligne de bataille et aide à disperser les poursuivants. Il se retire alors vers Milliken's Bend et informe son supérieur par courrier de ses actions. Le 23 rd Iowa Infantry et deux canonnières arrivent pour lui porter assistance.
Walker arrive de l'est en provenance de Richmond à 19 heures le 6 juin 1863. À minuit, il atteint Oaklawn Plantation (en), qui est située à environ 11 kilomètres (7 miles) de Milliken's Bend (en) au nord et à égale distance de Young's Point vers le sud. Là, il divise ses forces. Laissant une brigade en réserve à Oaklawn, il envoie une brigade sous le commandement du brigadier général Henry E. McCulloch (en) au nord vers Milliken's Bend, et une deuxième brigade sous les ordres du brigadier général James M. Hawes (en) au sud vers Young's Point.
Vers 3 heures du matin, le 7 juin 1863, les confédérés apparaissent en force et repoussent les piquets. Ils poursuivent leur mouvement vers le flanc gauche de l'Union. Les forces fédérales tirent quelques volées qui causent une pause momentanée des rebelles, mais les texans poussent rapidement sur la levée où ils reçoivent l'ordre de charger. Au lieu de recevoir une autre volée, les rebelles arrivent au contact et un combat au corps à corps survient. Lors de ce combat intense, les confédérés réussissent à déborder la force de l'Union et causent de lourdes pertes avec des tirs en enfilade. La force de l'Union se retire sur la rive de la rivière. À ce moment, les canonnières de l'Union Choctaw (en) et Lexington (en) apparaissent et tirent sur les rebelles. Les confédérés continuent de tirer et commencent à s'étendre sur leur droite pour envelopper les fédéraux mais échouent à atteindre leur objectif. Le combat continue jusqu'à midi lorsque les confédérés se retirent. Les forces de l'Union les poursuivent, tirant quelques volées, et les canonnières frappent les confédérés alors qu'ils retraitent vers le bayou Walnut.

## Conséquences
Les confédérés qui tentaient d'aider à lever le siège de Vicksburg ont échoué.
Grant observe que « c'est le premier engagement important de la guerre qui implique des troupes de couleur au combat », et malgré leur inexpérience, les troupes noires se sont « bien comportées ». L'adjoint au secrétaire à la guerre Charles A. Dana écrit « le sentiment de cette armée sur l'emploi de troupes noires a été révolutionnée par la bravoure des noirs lors de la récente bataille de Milliken's Bend ». Ayant vu comment ils se battent, beaucoup sont convaincus de l'intérêt de les armer pour l'Union. Même le commandant confédéré Henry McCulloch déclare que les anciens esclaves combattent avec une « obstination considérable ».

## Pour aller plus loin
- Barnickel, Linda. Milliken’s Bend: A Civil War Battle in History and Memory Baton Rouge: Louisiana State University Press, 2013. 287 pp.
- Bigelow, Martha M. "The Significance of Milliken's Bend in the Civil War." Journal of Negro History 45, no. 3 (July 1960): 156-163.
- Blessington, J.P. The Campaigns of Walker's Texas Division. NY: Lange, Little and Co., 1875.
- Glatthaar, Joseph T. Forged in Battle: The Civil War Alliance of Black Soldiers and White Officers, NY: Free Press, 1990.
- Hollandsworth, James G., Jr. "The Execution of White Officers from Black Units by Confederate Forces during the Civil War, " Louisiana History 35, no. 4 (Fall 1994): 475-489.
- Parrish, Michael T., Richard Taylor: Soldier Prince of Dixie, University of North Carolina Press, 1992.
- Lowe, Richard G. "Battle on the Levee: The Fight at Milliken's Bend." In Black Soldiers in Blue: African American Troops in the Civil War Era, edited by John David Smith, 107-135. University of North Carolina Press, 2002.
- Lowe, Richard G. Walker's Texas Division, C.S.A.: Greyhounds of the Trans-Mississippi, LSU Press, 2004.
- Sears, Cyrus. Paper of Cyrus Sears (The Battle of Milliken's Bend), Columbus, OH: F.J. Heer Printing, 1909.
- Waldrep, Christopher. Vicksburg's Long Shadow: The Civil War Legacy of Race and Remembrance, Lanham, MD: Rowman and Littlefield, 2005.
- Wearmouth, John, ed. The Cornwell Chronicles: Tales of an American Life... Bowie, MD: Heritage Books, 1998.
- Winschel, Terrence J. "The General's Tour: Grant's March Through Louisiana: Opening Phase of the Vicksburg Campaign." Blue and Gray Magazine 13, no. 5 (June 1996): 51-61.
- Winschel, Terrence J. "To Rescue Gibraltar: John Walker's Texas Division and Its Expedition to Relieve Fortress Vicksburg." Civil War Regiments 3, no. 3 (1993): 33-58.